# Recsk
Recsk is een plaats (nagyközség) en gemeente in het Hongaarse comitaat Heves. Recsk telt 3048 inwoners (2002).